# Fabio Christen
Fabio Christen (Gippingen, 29 juni 2002) is een Zwitsers wielrenner die in 2023 prof werd bij Q36.5 Pro Cycling Team. Hij is afkomstig uit een wielerfamilie. Zijn jongere broer Jan werd in augustus 2023 prof bij UAE Team Emirates, hun vader Josef was actief in de jaren 90, opa Hans Schleuniger reed de Ronde van Frankrijk in 1960 en Nicola Schleuniger, neef, is ook wielrenner.

## Carrière
In zowel 2019 als 2020 werd Christen nationaal kampioen tijdrijden bij de junioren.
In 2023 Christen prof bij Q36.5 Pro Cycling Team. Zijn debuut voor de ploeg maakte hij in de Clásica de Almería. Later dat jaar won hij een etappe in de Ronde van de Toekomst, waar hij met een Zwitserse nationale selectie aan deelnam.

## Overwinningen
2019
 Zwitsers kampioen tijdrijden, Junioren
2020
 Zwitsers kampioen tijdrijden, Junioren
2023
4e etappe Ronde van de Toekomst
2025
Ronde van Murcia
2e etappe Ronde van Slovenië
Punten- en bergklassement Ronde van Slovenië

### Resultaten in voornaamste wedstrijden
|      | \| Jaar \| Milaan-San Remo \| Gent-Wevelgem \| Ronde van Vlaanderen \| Parijs-Roubaix \| Amstel Gold Race \| Waalse Pijl \| Parijs-Tours \| \| ---- \| --------------- \| ------------- \| -------------------- \| -------------- \| ---------------- \| ----------- \| ------------ \| \| 2024 \| \| 74e \| 46e \| 61e \| \| \| 9e \| \| 2025 \| 63e \| \| 65e \| \| opgave \| 93e \| \| |               |                      |                |                  |             |              |
| Jaar | Milaan-San Remo | Gent-Wevelgem | Ronde van Vlaanderen | Parijs-Roubaix | Amstel Gold Race | Waalse Pijl | Parijs-Tours |
| 2024 | | 74e           | 46e                  | 61e            |                  |             | 9e           |
| 2025 | 63e |               | 65e                  |                | opgave           | 93e         |              |

## Ploegen
- 2021 –  Team NIPPO-Provence-PTS Conti
- 2022 –  EF Education-NIPPO Development Team
- 2023 –  Q36.5 Pro Cycling Team
- 2024 –  Q36.5 Pro Cycling Team
- 2025 –  Q36.5 Pro Cycling Team

Abreha · Badilatti · Bauer · Brambilla · Calzoni · Camprubi · Christen · Colombo · Conca · Davis · Devriendt · Donovan · Fedeli · Hagen · Howson · Ludvigsson · Małecki · Monk · Moschetti · Parisini · Puppio · Rosskopf · Sajnok · Zukowsky · Novák (stagiair)
Abreha · Azparren · Badilatti · Brambilla · Calzoni · Camprubi · Christen · Colombo (vanaf 1/8) · Conca · de la Cruz · Devriendt · Donovan · Fancellu · Frison · Hagen · Howson · Ludvigsson · Małecki · Monk · Moschetti · Nizzolo · Parisini · Rosskopf · Sajnok · Steimle · Townsend · Whelan · Zukowsky · Krijnsen (stagiair) · Sommer (stagiair)